# وليد سليمان (لاعب كرة قدم)
وليد سليمان سعيد عبيد (مواليد 1 ديسمبر 1984) هو لاعب كرة قدم مصري سابق، لعب لأندية عديدة منها النادي الأهلي لعب في مركز خط الوسط وبالتحديد مركز الوسط المهاجم كما أنه لعب في مركز الجناح وكما أنه من أساطير النادي الأهلي ويُلقب بـ( الحاوي ) .

## نشأته
ولد في مركز بني مزار إحدي مراكز محافظة المنيا. نشأ في أسرة متواضعة، التحق بمركز شباب بنى مزار ومنه إلى فريق الشباب في نادي حرس الحدود.

## مسيرته الكروية

### نادي الجونة
انضم سليمان إلى نادي الجونة في موسم 2005/06 من نادي حرس الحدود، وارتدى الرقم 4 والذي بدأ معه مشواره الكروي في الدوري الدرجة الثانية مع المدرب كمال عتمان.
وتألق سليمان مع نادي الجونة وساعدهم في تصدر مجموعة الصعيد والتأهل إلى الملحق الأخير في الصعود إلى الدوري المصري الممتاز والتي ضمت فرق تليفونات بني سويف ونيل سوهاج وبترول أسيوط والذي تأهل الأخير إلى الدوري المصري الممتاز وأحتل نادي الجونة المركز الثالث.

### نادي بتروجيت
بعد تألق سليمان مع نادي الجونة، أقتنع المدرب مختار مختار بمهاراته ومن ثم انتقل إلى نادي بتروجيت بعد أن قاب قوسين أو أدنى من الانتقال إلى نادي الإسماعيلي. وأرتدى سليمان نفس رقمه السابق في الجونة.
لعب سليمان مع نادي بتروجيت في أول موسم له في الدوري المصري الممتاز في موسم 2006/07. وفي أولى مباريات الفريق في الدوري الممتاز أحرز سليمان هدف الفوز أمام نادى طلائع الجيش والذي انتهى بنتيجة 3/2.
وفي هذا الموسم الرائع لسليمان، أختاره المدرب حسن شحاتة لمرحله جديدة وهي تمثيل منتخب مصر في بطولة الألعاب العربية وكان من الأسباب الرئيسية في فوز المنتخب المصري بالميدالية الذهبية في هذه البطولة.

### نادي أهلي جدة
وفي يناير 2009 فضل وليد سليمان خوص تجربة أحترافية جديدة خارج مصر وتحديدًا في نادي أهلي جدة والذي انتقل إليه عن طريق الإعارة مدة 6 أشهر فقط بنهاية الموسم الكروى بمبلغ 500,000 دولار.
لكن هذه التجربة لم تكن ناجحة إلي الحد المطلوب بسبب كثرة الإصابات، ولكن سليمان أستطاع ترك بصمته بإحراز هدفه الوحيد في مرمى نادى الرائد السعودي والتي أنتهت المباراة بنتيجة 3/2.
وأيضا مساعدة نادي أهلي جدة في الاشتراك بمسابقة دوري الأبطال الأسيوي باحتلاله المركز الثالث في دوري المحترفين السعودي موسم 2008/09.
عاد سليمان لبتروجيت مجددًا ولعب للفريق موسم إضافي قبل أن ينتقل لنادي إنبي. إجمالي عدد المباريات التي شارك فيها سليمان مع نادي بتروجيت هو 70 مباراة محلية وأفريقية أستطاع من خلالها أحراز 19 هدفا من بينهم الهدف الشهير في مرمى نادى الصفاقسي التونسي في بطولة الكنفدرالية الأفريقية.

### نادي إنبي
وفي موسم الانتقالات الصيفية 2010 تهافتت جميع الأندية المصرية على شراء سليمان ومن بينهم قطبي الكرة المصرية الأهلي والزمالك.
وفي ظروف غامضة أنتقل سليمان إلى عميد الأندية البترولية نادي إنبي وتألق مع فريقه الجديد وأصبح من القوائم الأساسية في الفريق وفي منتخب مصر أيضا.

### النادي الأهلي
وبعد مفاوضات طويلة أنتقل أخيرا سليمان إلى النادي الأهلي في موسم 2010/11 في صفقة بلغت 8 ملايين جنيه وكانت هي الأغلى للنادي الأهلي في هذا الموسم.

### أهداف حاسمة
يعتبر أحد عناصر الخبرة المميزة في فريق النادي الأهلي وقد استطاع أن يسعد جماهير الفريق في أكثر من مناسبة بقدمه اليسرى، آخرها عندما سجل هدفًا حاسمًا في مرمي الإسماعيلي من ضربة حرة رائعة في المباراة التي تُوج الأهلي علي إثرها بطلًا للدوري. ومن أشهر أهدافه أيضًا هدفه الرائع في مرمى الترجي التونسي في عودة نهائي دوري أبطال إفريقيا في رادس، والذي حسم اللقب.

## إحصائيات مشاركاته
آخر تحديث في 30 يونيو 2018

### مع الأندية
| الفريق        | الموسم    | الدوري  | الدوري | الكأس   | الكأس | البطولات القارية | البطولات القارية | بطولات أخرى | بطولات أخرى | الإجمالي | الإجمالي |
| الفريق        | الموسم    | مشاركات | أهداف  | مشاركات | أهداف | مشاركات          | أهداف            | مشاركات     | أهداف       | مشاركات  | أهداف    |
| ------------- | --------- | ------- | ------ | ------- | ----- | ---------------- | ---------------- | ----------- | ----------- | -------- | -------- |
| بتروجيت       | 2006–2007 | 13      | 3      | 1       | 0     | —                | —                | —           | —           | 14       | 3        |
| بتروجيت       | 2007–2008 | 16      | 5      |         |       | —                | —                | —           | —           | 16       | 5        |
| بتروجيت       | 2008–2009 | 12      | 5      | 2       | 1     | —                | —                | —           | —           | 14       | 6        |
| بتروجيت       | الإجمالي  | 41      | 13     | 3       | 1     | —                | —                | —           | —           | 44       | 14       |
| أهلي جدة      | 2008–2009 | 4       | 1      | 1       | 0     | —                | —                | 1           | 0           | 6        | 1        |
| أهلي جدة      | الإجمالي  | 4       | 1      | 1       | 0     | —                | —                | 1           | 0           | 6        | 1        |
| بتروجيت       | 2009–2010 | 23      | 4      | 0       | 0     | 3                | 1                | —           | —           | 26       | 5        |
| بتروجيت       | الإجمالي  | 23      | 4      | 0       | 0     | 3                | 1                | —           | —           | 26       | 5        |
| إنبي          | 2010–2011 | 26      | 4      | 1       | 0     | —                | —                | —           | —           | 27       | 4        |
| إنبي          | الإجمالي  | 26      | 4      | 1       | 0     | —                | —                | —           | —           | 27       | 4        |
| الأهلي المصري | 2010–2011 | 0       | 0      | 2       | 1     | 2                | 0                | —           | —           | 4        | 1        |
| الأهلي المصري | 2011–2012 | 12      | 2      | 0       | 0     | 10               | 3                | 4           | 0           | 26       | 5        |
| الأهلي المصري | 2012–2013 | 4       | 3      | 0       | 0     | 11               | 3                | 2           | 0           | 17       | 6        |
| الأهلي المصري | 2013–2014 | 0       | 0      | 1       | 0     | 8                | 2                | 1           | 0           | 10       | 2        |
| الأهلي المصري | 2014–2015 | 26      | 7      | 2       | 1     | 10               | 2                | 1           | 0           | 39       | 10       |
| الأهلي المصري | 2015–2016 | 24      | 1      | 4       | 0     | 8                | 0                | 1           | 0           | 37       | 1        |
| الأهلي المصري | 2016–2017 | 30      | 9      | 3       | 2     | 13               | 0                | 1           | 0           | 47       | 11       |
| الأهلي المصري | 2017–2018 | 20      | 8      | 2       | 0     | 4                | 1                | 0           | 0           | 26       | 9        |
| الأهلي المصري | الإجمالي  | 116     | 30     | 14      | 4     | 66               | 11               | 10          | 0           | 206      | 45       |

### مسيرته الدولية
لم تكن مسيرة وليد سليمان الدولية قوية ولكنها ناجحة إلى حد ما.
لعب وليد سليمان 19 مباراة دولية فقط.
ظهر وليد في أول مباراة دولية له في دورة الألعاب العربية عام 2007 أمام منتخب السودان وقدم أداء رائعا وكان من الأسباب الرئيسية للفوز بالميدالية الذهبية في هذه البطولة.

#### الأهداف الدولية
| #   | التاريخ         | الملعب                         | الفريق المنافس | الدقيقة | النتيجة | البطولة     | الأهداف      |
| --- | --------------- | ------------------------------ | -------------- | ------- | ------- | ----------- | ------------ |
| 01. | ديسمبر 16, 2010 | ستاد خليفة الدولي، الدوحة، قطر | قطر            | 74'     | 1 – 2   | مباراة ودية | سجل هدف واحد |

#### المباريات الدولية
| #   | التاريخ         | الملعب                                       | الفريق المنافس | دقائق اللعب | النتيجة | البطولة                         |
| --- | --------------- | -------------------------------------------- | -------------- | ----------- | ------- | ------------------------------- |
| 01. | نوفمبر 16, 2007 | استاد الإسماعيلية، الإسماعيلية، مصر          | السودان        | 90'         | 5 – 0   | دورة الألعاب العربية 2007       |
| 02. | نوفمبر 25, 2007 | ستاد القاهرة الدولي، القاهرة، مصر            | السعودية       | 4'          | 2 – 1   | دورة الألعاب العربية 2007       |
| 03. | نوفمبر 19, 2008 | ستاد القاهرة الدولي، القاهرة، مصر            | بنين           | 45'         | 5 – 1   | مباراة ودية                     |
| 04. | يناير 23, 2009  | ستاد القاهرة الدولي، القاهرة، مصر            | كينيا          | 45'         | 1 – 0   | مباراة ودية                     |
| 05. | ديسمبر 29, 2009 | ستاد القاهرة الدولي، القاهرة، مصر            | مالاوي         | 45'         | 1 – 1   | مباراة ودية                     |
| 06. | سبتمبر 5, 2010  | ستاد القاهرة الدولي، القاهرة، مصر            | سيراليون       | 39'         | 1 – 1   | تصفيات كأس الأمم الأفريقية 2012 |
| 07. | أكتوبر 10, 2010 | ملعب سيني كونتشي العام، نيامي، النيجر        | النيجر         | 45'         | 0 – 1   | تصفيات كأس الأمم الأفريقية 2012 |
| 08. | نوفمبر 17, 2010 | ستاد القاهرة الدولي، القاهرة، مصر            | أستراليا       | 35'         | 3 – 0   | مباراة ودية                     |
| 09. | ديسمبر 16, 2010 | ستاد خليفة الدولي، الدوحة، قطر               | قطر            | 38'         | 1 – 2   | مباراة ودية                     |
| 10. | يناير 5, 2011   | ستاد المقاولون العرب، القاهرة، مصر           | تنزانيا        | 33'         | 5 – 1   | دورة حوض النيل 2011             |
| 11. | يناير 8, 2011   | ستاد المقاولون العرب، القاهرة، مصر           | أوغندا         | 45'         | 1 – 0   | دورة حوض النيل 2011             |
| 12. | يناير 11, 2011  | استاد الإسماعيلية، الإسماعيلية، مصر          | بوروندي        | 35'         | 3 – 0   | دورة حوض النيل 2011             |
| 13. | يناير 14, 2011  | ستاد بتروسبورت، القاهرة، مصر                 | كينيا          | 27'         | 5 – 1   | دورة حوض النيل 2011             |
| 14. | يناير 17, 2011  | ستاد الكلية الحربية، القاهرة، مصر            | أوغندا         | 30'         | 3 – 1   | دورة حوض النيل 2011             |
| 15. | نوفمبر 14, 2011 | ملعب أحمد بن علي، الريان، قطر                | البرازيل       | 45'         | 0 – 2   | مباراة ودية                     |
| 16. | مارس 29, 2012   | استاد المريخ، أم درمان، السودان              | أوغندا         | 55'         | 2 – 1   | مباراة ودية                     |
| 17. | أبريل 15, 2012  | ملعب آل راشد، دبي، الإمارات العربية المتحدة  | موريتانيا      | 90'         | 3 – 0   | مباراة ودية                     |
| 18. | أبريل 17, 2012  | ملعب آل مكتوم، دبي، الإمارات العربية المتحدة | العراق         | 17'         | 0 – 0   | مباراة ودية                     |
| 19. | يونيه 4, 2013   | ملعب 30 يونيو، القاهرة، مصر                  | بوتسوانا       | 45'         | 1 – 1   | مباراة ودية                     |

## الإنجازات

### الإنجازات محلية
حرس الحدود
- الدوري المصري الممتاز
  - المركز الثالث : 2004-2005

 بتروجيت
- الدوري المصري الممتاز
  - المركز الثالث : 2008-2009
- كأس مصر
  - الدور قبل النهائى : 2008-09

 أهلى جدة
- دوري المحترفين السعودي
  - المركز الثالث : 2008-2009

 النادى الأهلى
- كأس السوبر المصري
  - الفوز بالبطولة : 2012:2020
  - الفوز بالبطولة : 2014 2015 2017 2018
- برونزية كأس العالم للأندية الأبطال 2020
- دوري أبطال أفريقيا لكرة القدم
  - الفوز بالبطولة : 2012
  -  الفوز بالبطولة : 2013
  - الفوز بالبطولة : 2020
  - الفوز بالبطولة. : 2021
- كأس العالم لأندية كرة القدم
  - المركز الرابع : 2012
  - المركز الثالث : 2020
- كأس السوبر الأفريقي
  -  المركز الثاني : 2015
- كأس الكونفيدرالية الأفريقية
  -  الفوز بالبطولة : 2014

### الإنجازات الدولية
- دورة الألعاب العربية
  - الميدالية الذهبية في دورة الألعاب العربية 2007
- دورة حوض وادي النيل لكرة القدم
  - الميدالية الذهبية في دورة حوض النيل 2011وكاس لوسيل وكاس العالم وكاس الكفر